# (5265) Schadow
(5265) Schadow (2570 P-L) – planetoida z pasa głównego asteroid okrążająca Słońce w ciągu 5,67 lat w średniej odległości 3,18 j.a. Odkryta 24 września 1960 roku.